# Version
Version è il secondo album del DJ britannico Mark Ronson, pubblicato il 16 aprile 2007 dalla Columbia Records. L'album è interamente composto da cover di brani di altri artisti.

## Tracce
1. God Put a Smile upon Your Face (featuring Daptone Horns) - 3:12
2. Oh My God (featuring Lily Allen)  - 3:35
3. Stop Me (featuring Daniel Merriweather) - 3:53
4. Toxic (featuring Tiggers & Ol' Dirty Bastard) - 4:05
5. Valerie (featuring Amy Winehouse) - 3:39
6. Apply Some Pressure (featuring Paul Smith) - 3:36
7. Inversion - 1:47
8. Pretty Green (featuring Santigold) - 3:16
9. Just (featuring Phantom Planet) - 5:20
10. AMY (featuring Kenna) - 3:32
11. The Only One I Know (featuring Robbie Williams) - 3:59
12. Diversion - 1:19
13. L.S.F. (featuring Kasabian) - 3:30
14. Outversion - 1:50

Bonus Track dell'edizione iTunes
1. Pistol of Fire (featuring D. Smith) - 2:57
2. No One Knows (featuring Domino Kirke) - 4:37
3. You're All I Need to Get By (featuring Wale & Tawiah) - 3:10

Bonus Track dell'edizione giapponese
1. Stop Me (Kissy Sellout remix) (featuring Daniel Merriweather) - 2:57

## Classifiche
| Classifica (2007) | Posizione massima |
| ----------------- | ----------------- |
| Irlanda           | 21                |
| Italia            | 93                |
| Paesi Bassi       | 44                |
| Regno Unito       | 2                 |
| Scozia            | 4                 |
| Stati Uniti       | 129               |
| Svizzera          | 51                |